# Principios constitucionales de España
Los 9 artículos del Título Preliminar de la Constitución española contienen los principios constitucionales, es decir, los principios fundamentales del orden jurídico-político que configuran el Estado.
Para ello se enuncia una serie de valores superiores que impregnan la generalidad del texto, la organización política, el ordenamiento jurídico y la actividad concreta del gobierno.

## Clasificación
Podemos dividir los principios en:

### Principios con la definición teórica del Estado y de sus valores
La definición de España es que es un Estado social y democrático de derecho:
- Estado de Derecho: Se basa en el principio de Legalidad. Las instituciones se organizan según el principio de división de poderes y de la pronunciación de una serie de derechos y libertades constitucionales a los ciudadanos que obligan a todos los poderes y que a su vez los poderes se comprometen a garantizar.
- Estado Democrático: se define como aquel en el que el pueblo, depositario de la soberanía nacional, elige a sus representantes. A través del sufragio universal y los derechos colectivos como los de asociación.
- Estado Social: aquel que garantiza a sus ciudadanos el ejercicio real de los derechos sociales, prestándole protección en determinados ámbitos como la vivienda, la enseñanza o la sanidad. Manifestado en el reconocimiento del derecho de participación de los ciudadanos en la formación de la voluntad política de los gobernantes y la inclusión de toda una serie de derechos de contenido económico y social.

### Valores superiores del ordenamiento jurídico
Que son:
- Libertad
- Justicia
- Igualdad
- Pluralismo político

y para llevarlos a cabo incluye una serie de ideas rectoras:
- La conquista del estado por el derecho: Que afirma la libertad del individuo frente al poder el estado.
- La soberanía popular: Que en una sociedad plural exige el pluralismo político.
- La responsabilidad del estado en el bienestar de sus ciudadanos: Que implica la intervención social del estado y velar por la igualdad de oportunidades.
- Diversos principios éticos: Como justicia, seguridad y legitimidad.

### Principios de organización política
- Soberanía popular
- Monarquía parlamentaria
- Unidad de la nación española.
- Autonomía de las nacionalidades y de las regiones.
- Solidaridad interterritorial.
- Definición de la lengua oficial del estado y de las CCAA.
- Definición de la bandera nacional.
- Definición de la capitalidad española en Madrid.
- Funciones y organización de los partidos políticos.
- Funciones de las fuerzas armadas.

### Principios informadores del ordenamiento jurídico
Art. 9.

1. Los ciudadanos y los poderes públicos están sujetos a la constitución y al resto del ordenamiento jurídico.

2. Le corresponde a los poderes públicos promover las condiciones para que la libertad y la igualdad del individuo y de los grupos en los que se integra sean reales y efectivas, el Estado debe de remover los obstáculos que impidan o dificulten su plenitud y facilitar la participación de todos los ciudadanos en la vida política económica, cultural y social.

3. La Constitución garantiza el principio de legalidad, la jerarquía normativa, la publicidad de las normas, la irretroactividad de las disposiciones sancionadoras no favorables o restrictivas de derechos individuales, la seguridad jurídica, la responsabilidad, la interdicción de la arbitrariedad de los poderes públicos.

Así, los distintos principios contenidos en este precepto son:
- Legalidad. El poder legislativo está vinculado a la Constitución y debe respetar los límites establecidos en ella, su incumplimiento supone poder declarar una ley como inconstitucional.
  - El poder ejecutivo, la actividad administrativa y la jurisdicción están sometidas a la Ley en todas sus actividades, no pudiendo actuar libremente ya que sería desviación de poder.
- Jerarquía normativa. El ordenamiento jurídico es un todo estructurado, la Constitución es la base del ordenamiento y las demás normas son su desarrollo.
- Competencia. División de poderes. Recogido por el art. 66 de la Constitución, declara que las Cortes Generales tienen la potestad legislativa y controlan la acción del gobierno. Esta teoría tiene un verdadero sentido jurídico-político.
  - Legislativo, cuya misión es hacer las leyes y controlar la acción del Gobierno.
  - Ejecutivo, tiene por misión ejecutar las leyes y velar por la seguridad interior y exterior del estado.
  - Jurisdicción o Poder judicial, juzga los delitos, controla la actividad de la administración y la legalidad del gobierno.
- Publicidad de las normas y leyes. Principio básico de todo estado de derecho, es la base de la seguridad jurídica. Para que una norma tenga valor jurídico y garantiza su validez, tiene que ser pública en el boletín oficial correspondiente, para que todos los ciudadanos tengan acceso al ordenamiento jurídico.
- Irretroactividad de las disposiciones sancionadoras no favorables. Y la retroactividad de las normas favorables. Las normas no pueden regular actuaciones anteriores a su publicación a no ser que sean más favorables al individuo que la ley que regía en el momento en que se realizó la actuación.
- Seguridad jurídica. Los jueces tienen control total de la actividad administrativa, las normas y actos de la administración, siempre a posterior, a través de los Tribunales Contenciosos Administrativos.
  - La administración tiene autotutela declarativa, ya que tiene la potestad para emitir declaraciones que crean o modifican situaciones subjetivas sin concurso judicial.
  - La administración tiene autotutela ejecutoria, la potestad para ejecutar sus propias decisiones a través de embargos.
- Responsabilidad de los poderes públicos
  - Legislativa, cuando el legislador regula una materia de forma contraria a la Constitución, se está incurriendo en responsabilidad y debe ser declarada inconstitucional esa norma.
  - Judicial, los tribunales y sus funcionarios son responsables de los daños producidos por error judicial,
  - Administrativa, la administración es responsable directa de los daños causados por los servicios públicos con independencias de la actuación sea dolosa o culposa, ya sea voluntaria o por imprudencia.
- Interdicción ante la arbitrariedad de los poderes públicos.

### Principios informadores de la actividad concreta del estado
- Sometimiento a la Constitución y al ordenamiento jurídico.
- Promoción de las condiciones para hacer efectivas la igualdad y la libertad.
- Facilitar la incorporación de todos los ciudadanos a la vida pública.